# ۱۳۴۹ (خورشیدی)
۱۳۴۹ هزار و سیصد و چهل و نهمین سال هجری خورشیدی سالی عادی است.

## رویدادها

### فروردین
- ۲۱ - نخستین قهرمانی تاج (استقلال تهران کنونی) در جام باشگاه‌های آسیا ۱۹۷۰

### بهمن
- ۱۹ - رویداد سیاهکل

### اسفند
- تصویب قانون تشکیل مناطق آزاد تجاری ایران

## زادروزها

### فروردین
- ۵ فروردین - ریما رامین فر، بازیگر
- ۷ فروردین - حمید ابراهیمی، بازیگر، نویسنده و کارگردان
- ۲۰ فروردین - علی لهراسبی، خواننده
- ۲۸ فروردین - اکبر منتجبی، روزنامه‌نگار
- ۲۹ فروردین - افشین نخعی، بازیگر

### اردیبهشت
- ۳۰ اردیبهشت ـ هنگامه قاضیانی، بازیگر

### خرداد
- ۶ خرداد ـ سعید داخ، بازیگر
- ۱۹ خرداد - امین حیایی، بازیگر

### تیر
- ۱ تیر - مریم کاویانی، بازیگر
- ۴ تیر - الهام صفوی‌زاده، مجری تلویزیون
- ۹ تیر - پیمان معادی، بازیگر
- ۱۶ تیر - بهروز سبط رسول، کارگردان، فیلمنامه‌نویس و فیلم‌ساز

### مرداد
- ۱ مرداد - صالح میرزااقایی، بازیگر
- ۱۷ مرداد - نگار استخر، طراح صحنه و لباس، عروسک‌گردان و بازیگر [۱]
- ۲۵ مرداد - ساقی زینتی، بازیگر

### آبان
- ۱۵ آبان - آرش نوذری، بازیگر
- ۲۲ آبان - لاله سحرخیزان ، خَیّر ، همسر اول ناصر محمدخانی و قربانی جنایت میدان کتابی تهران [۲]

### آذر
- ۱۱ آذر - علی مصفا، بازیگر، کارگردان سینما
- ۱۳ آذر - مریم سرمدی، بازیگر

### بهمن
- ۱۰ بهمن ـ شاه علی سرخانی، بازیگر
- ۲۷ بهمن ـ لیلا اسفندیاری، کوهنورد زن
- ۲۸ بهمن - آرش حجازی، نویسنده، مترجم، روزنامه‌نگار، پزشک، ناشر ایرانی

### اسفند
- ۱ اسفند ـ منصور فرخی، حقوقدان و استاد دانشگاه
- ۸ اسفند ـ نگین صدق‌گویا، بازیگر
- ۲۰ اسفند ـ حسن محمودی، روزنامه‌نگار و منتقد ادبی
- ۲۸ اسفند -یحیی گل‌محمدی، فوتبالیست

### بدون تاریخ دقیق
- تبسم هاشمی، بازیگر و مجری
- ابراهیم بابائی، محقق، مخترع، دانشمند و استاد ایرانی
- پریسا مقتدی، بازیگر
- ارژنگ امیر فضلی، بازیگر
- بهروز بنیادی، نماینده حوزه انتخابیه کاشمر، بردسکن و خلیل‌آباد در دهمین دوره مجلس شورای اسلامی

## درگذشت‌ها

### اردیبهشت
- ۱۶ اردیبهشت - بدیع‌الزمان فروزانفر، ادیب سرشناس ایرانی و استاد زبان و ادبیات فارسی

### تیر
- ۱۲ تیر - عبدالحسین امینی معروف به علامه امینی، نویسنده کتاب الغدیر

### اسفند
- ۳ اسفند - ابوالحسن قزوینی، خواننده موسیقی ایرانی و صاحب یکی از قوی‌ترین صداها در آواز ایرانی